# Robert Willis
Robert Henry Willis Jr., född 7 september 1886 i Williston i South Carolina, död 13 september 1918 i Remiremont i Vosges i Frankrike, var en amerikansk flygare.
Willis studerade vid olika skolor där hans far var rektor. På hösten 1904 antogs han som kadett vid militärskolan The Citadel i Charleston efter ett ansökningstest. Fyra år senare lämnade han skolan som bästa elev. På grund av sitt studieresultat utnämndes han till second lieutenant i sjätte infanteriregementet vid Fort William Henry Harrison i Helena Montana.
1 januari 1910 förflyttades hans enhet till Filippinerna där han till största delen var placerad på ön Mindanao. Sommaren 1912 återkom han till USA och han blev stationerad i San Francisco. Under en fridag fick han följa med en pilot på en flygtur över San Franciscobukten. Hans intresse för flyg tändes då. När han återkom till förläggningen skrev han en ansökan att få komma till den flygande sektionen inom United States signalservice. Hans ansökan behandlades välvilligt och han överfördes till flygskolan i San Diego Kalifornien. När ledigheten var över inställde han sig i San Diego för att lära sig flyga. Han fick sitt militära flygcertifikat i december 1913, och det civila certifikatet från Aero Club of America i februari 1914.
1914 kommenderades han till sjätte infanteriregementet i El Paso Texas för att bevaka gränsen mot Mexiko, där det uppstått problem med vapensmugglare. Eftersom tjänsten inte var hans ordinarie placering passade han på att på fritiden läsa för att senare avlägga kaptensexamen. Sommaren 1915 sändes kapten Willis och hans skvadron till Fort Sill i Oklahoma. Därifrån skedde förflyttningar till Fort Brown Brownsville, Texas och Fort Sam Houston i San Antonio, Texas.
Under en av kampanjerna 1916 i Columbus, New Mexico skulle Willis och sju flygplan till flyga till general Pershings högkvarter i Casas Grandes Mexiko. Man lämnade Columbus vid halvsextiden på kvällen. När mörkret kom förlorade han kontakten med de andra flygarna. När månen kom fram underlättades hans flygning. Efter ett tag såg han även de ljussignaler som sändes upp från Pershings högkvarter och efter att han cirklat ett var runt området genomförde han en landning. Marken visade sig vara gropig och han genomförde ett landningshaveri. Tyvärr visade det sig även att han var på fel plats. Han lämnade haltande flygplansvraket och gick mot ett järnvägsspår. När han närmade sig järnvägen såg han några beväpnade mexikaner och han försökte gömma sig i mörkret bakom järnvägsbanken. När han inte blev upptäckt inledde han promenaden åter till USA. På morgonen när han återigen stötte på fiendesoldater tvingades han ligga en hel dag utan vatten i det starka solskenet. När natten kom fortsatte han vandringen, och vid tvåtiden på natten stötte han på de övriga piloterna, som tvingats landa före Willis.
19 april beordrades han tillsammans med löjtnant Dargue ut på en spaningsflygning. Flygplanet framfördes av Dargue medan Willis var spanare. Sedan uppdraget var utfört inledde de återflygningen till basen. När de försökte flyga över en bergskam blev flygplanet manöverodugligt och de havererade mot bergväggen. Flygplanet blev totalförstört och Willis låg fastklämd med ena foten och benet under vraket. Efter hårt arbete lyckades Dargue få loss Willis ben och man inledde den 44 timmar långa promenaden genom tuff terräng till basen.
Efter haveriet sändes Willis med bil till Columbus tillsammans med fyra soldater. Under färden utsattes de för ett anfall av en prickskytt, men samtliga i bilen klarade sig. När läkarundersökningen var klar i Columbus blev Willis överförd till militärsjukhuset i Fort Sam Houston Texas, där hans sår och benbrott läkte. Eter tolv veckor vid sjukhuset fick han återvända till Columbus för att fortsätta sin flygtjänst.
Tiden vid förbandet blev kort. Han sändes nästan omgående till Washington, D.C. för att delta i en utredning och inköpsgrupp av kulsprutor till United States Army. Gruppens arbete blev klart under våren 1917. Under arbetet uppdagades hans förmåga att hålla i utredningar och när Machine Gun Board var klar utsågs han av de civila myndigheterna till inspektör av flygplansfabriker i Buffalo, Boston och New York. 
I augusti 1917 utnämndes han till underlöjtnant i United States Signal Corps, och i februari 1918 befordrades han till major i infanteriet.
Han lämnade USA 29 oktober 1917 med båt för att delta i första världskriget. Från Frankrike skrev han hem till bekanta om hur det var i skyttegraven bara några hundra meter bort från tyskarnas försvarslinje och hur besviken han var att han inte själv fick följa med i anfallen mot tyskarna. I slutet av september 1918 beordrades han av general Pershing att inställa sig vid högkvarteret för sjunde Army Corps och tillträda som Chief of Air Service. Men han dog av ett vådaskott från en pistol vid fronten nära Remiremont Vosges 13 september 1918 strax innan han skulle tillträda sin nya tjänst. Han begravdes med militära hedersbetygelser på kyrkogården i Remiremont.